# Средиземноморский буревестник

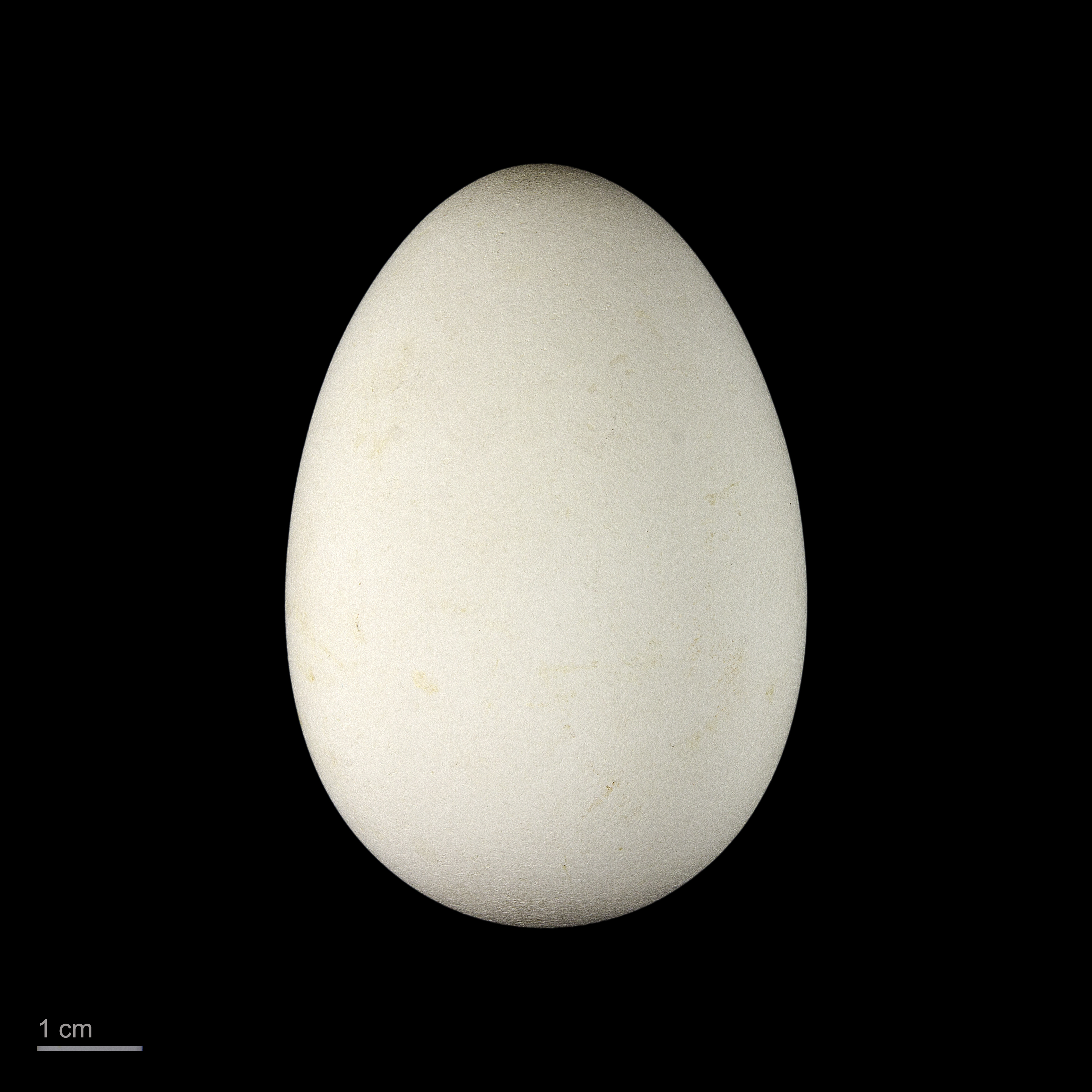
яйцо Calonectris diomedea - Тулузский музеум

Средиземноморский буревестник (лат. Calonectris diomedea) — вид птиц семейства буревестников. Не различают подвидов.

## Описание
Средиземноморский буревестник длиной до 50 см, размах крыльев 115 см. Оперение верха бледно серо-бурое, нижняя сторона полностью белая. Первостепенные маховые перья от серого до чёрного цвета. Клюв грязно-жёлтого цвета с серым пятном на конце. На нижней стороне крыльев от локтя к запястью тянется бледная полоса.

## Образ жизни
Средиземноморский буревестник — это перелётная птица, летающая на очень далёкие расстояния над морем. Весной они гнездятся на утёсах в Средиземном море и северной Атлантике, начиная с октября они мигрируют на зимовку на побережье Северной Америки и Африки.
Птицы выкапывают гнездовые туннели глубиной от 1 до 2 м в утёсах или откладывают своё единственное белое яйцо (в конце мая) непосредственно на скалах. Яйцо высиживают оба родителя примерно 55 дней. Птенец появляется в июле и удесятеряет свой вес уже через месяц. Взрослые птицы весь день в поисках корма и для защиты от потенциальных врагов кормят птенца только на рассвете и ночью. Птенец встаёт на крыло в сентябре, чуть позже (в октябре) родители отправляются в более тёплые области. Пара птиц остаётся вместе на протяжении всей жизни.
Птицы питаются мелкой рыбой, каракатицами и даже отбросами.
Призывы птиц можно услышать в вечерние часы и утром. Они звучат как вопль или как карканье.

## Распространение
Имеются большие гнездовые колонии на островах в Атлантике, прежде всего, на Азорских островах, являясь самой частой гнездящейся птицей с 500 000 парами (80% численности вида). В Средиземном море птицы гнездятся на Балеарских островах, на Корсике, Сицилии и полуострове Пелопоннес, а также на побережье маленького Эгейского моря и Адриатическое море. В Индийском океане также имеются гнездовые колонии.